# Rockbox
Rockbox je open source alternativní firmware pro MP3 přehrávače. Rockbox podporuje hlavně výkonné přehrávače, které nejsou plně využity a snaží se jejich hardware využít na maximum. Rockbox na rozdíl od původního obsahuje daleko více podporovaných formátů a pluginů (např. hra Doom nebo emulátor konzole Game Boy Rockboy).

## Podporované přehrávače
- Apple iPod první až šestá generace + nano + mini.
- Některé přehrávače Archos: Jukebox 5000, 6000, Studio, Recorder, FM Recorder, Recorder V2 a Ondio
- iRiver H1x, H1xx, H3xx
- Toshiba Gigabeat F a Toshiba Gigabeat X
- iAudio: X5 (včetně X5V and X5L)
- SanDisk: Sansa c200(not v2), e200 and e200R series, Fuze, Clip, Clip+, Clip Zip
- Cowon: iAudio X5, X5V, X5L, M5, M5L, M3 and M3L
- Olympus: M:Robe 100
- Packard Bell: Vibe 500